# Ágios Nektários Pórou
Ágios Nektários Pórou är en ort i Grekland.   Den ligger i prefekturen Nomós Piraiós och regionen Attika, i den sydöstra delen av landet, 60 km söder om huvudstaden Aten. Ágios Nektários Pórou ligger 271 meter över havet och antalet invånare är 101. Den ligger på ön Nísos Póros.
Terrängen runt Ágios Nektários Pórou är huvudsakligen kuperad, men norrut är den platt. Havet är nära Ágios Nektários Pórou åt nordost. Närmaste större samhälle är Poros, 3,1 km sydväst om Ágios Nektários Pórou. 